# The Last Few Bricks
The Last Few Bricks – utwór instrumentalny brytyjskiego zespołu rockowego Pink Floyd. Pochodzi z wydanego w 2000 roku albumu koncertowego Is There Anybody Out There? The Wall Live 1980–81. Kompozycja napisana została przez Davida Gilmoura i Rogera Watersa.
Jest to instrumentalny most pomiędzy „Another Brick in the Wall (Part III)” a „Goodbye Cruel World”.
Zanim został wydany album, ten utwór nie miał oficjalnej nazwy (fani ten utwór nazwali „Almost Gone”, oficjalny tytuł nie został użyty na koncertach w latach 1980–1981).

## Kompozycja
Utwór ten został napisany specjalnie w celu umożliwienia kamieniarzom dokończenia budowy muru, aby przed włożeniem ostatniej cegły umożliwić Watersowi zaśpiewanie utworu „Goodbye Cruel World”, kończąc pierwszą część koncertu.
Utwór nie ma ścisłej kompozycji (różnej w zależności od miejsca), ale zazwyczaj zawiera tematy z „The Happiest Days of Our Lives”, „Don't Leave Me Now”, „Young Lust”, „Empty Spaces” / „What Shall We Do Now?”.
Okazjonalnie dodano także temat muzyczny utworu „Any Colour You Like” z płyty „The Dark Side of the Moon”.

## Wersja koncertowa
Najdłuższa wersja koncertowa tego utworu zagrana została 7 lutego 1980 roku w Los Angeles Sports Arena – trwała 13 minut.

## Wykonawcy
- Roger Waters – gitara basowa, syntezator
- David Gilmour – gitary
- Nick Mason – perkusja
- Richard Wright – syntezator i fortepian